# Graça Ataíde
Maria das Graças Andrade Ataíde de Almeida (Rio de Janeiro, 28 de fevereiro de 1950) é professora e pesquisadora da UFRPE, doutora em História Social pela USP e pós-doutora pela Universidade de Coimbra. Seu principal foco de pesquisa é imprensa, memória, autoritarismos e racismo. Seu livro "História (nem sempre) bem-humorada de Pernambuco - 140 caricaturas do século XIX - volume 1" (em coautoria com Rosário Andrade) ganhou em 2000 o 12º Troféu HQ Mix na categoria "melhor livro teórico".